# Черноухий амазон
Черноухий амазон (лат. Amazona ventralis) — птица семейства попугаевых.

## Внешний вид
Длина тела 30 см, хвоста 10 см. Окраска оперения зелёная, с окаймлением чёрного цвета. Верхняя часть головы синеватая, в области ушей есть чёрная окраска. Участки вокруг глаз, лоб и уздечка белые. На животе заметен бордово-коричневый налёт. Первостепенные маховые и кроющие крыла — голубые. Второстепенные маховые и большие кроющие крыла голубые, но с зелёными кончиками. Клюв соломенного цвета. Радужка коричневая. Лапы коричневые.

## Распространение
Обитает на острове Гаити, интродуцирован на остров Пуэрто-Рико и мелкие близлежащие острова. Ранее обитал также на острове Гонав близ Гаити, но там уже вымер.

## Образ жизни
Населяют субтропические или тропические леса, лесопосадки и плантации; поднимаются в горы до высоты 1500 м над уровнем моря. Живут стаями, иногда большими. Питаются на полях, из-за чего причисляются крестьянами к вредителям.

## Размножение
Пары образуются с конца марта. Гнездо устраивает в дуплах деревьев. Самка откладывает 2—4 яйца, которые она насиживает в течение 25 дней. Молодые покидают гнездо в возрасте 6 недель, а полностью самостоятельными становятся спустя ещё 6—8 недель.